# كيوا (قبيلة)
كيوا /ˈkaɪ.əwə, -ˌwɑː, -ˌweɪ/ )   أو Ka'igwa (من اسمها المحلي Cáuigúأصد: ‎[kɔ́j-gʷú]‏) الناس هم قبيلة أمريكية أصلية وسكان أصليون في السهول الكبرى بالولايات المتحدة. هاجروا جنوبًا من غرب مونتانا إلى جبال روكي في كولورادو في القرنين السابع عشر والثامن عشر،  وفي النهاية إلى السهول الجنوبية بحلول أوائل القرن التاسع عشر. في عام 1867، تم نقل قبيلة كيوا إلى محمية في جنوب غرب أوكلاهوما .
اليوم، يتم الاعتراف بهم فدراليًا باسم قبيلة كيوا الهندية في أوكلاهوما  ومقرها الرئيسي في كارنيجي، أوكلاهوما . اعتبارًا من 2011، كان هناك 12000 عضو. لغة كيوا (Cáuijògà) ، وهي جزء من عائلة اللغة التانوانية ، معرضة لخطر الانقراض، مع 20 متحدثًا فقط اعتبارًا من عام 2012.

## اسم
في لغة كيوا، يطلق كيوا على أنفسهم اسم [kɔ́j–gʷú]، ويتم تهجئتهم بشكل مختلف مثل Ka'igwu أو Cáuigú أو Gáuigú أو Gaigwu، ومعظمهم يُعطى بالمعنى المتوقع "الأشخاص الرئيسيون".
الجزء الأول من الاسم هو العنصر [kɔ́j] (مكتوب Kae- أو Cáui- أو Gáui- أو Gai-) والذي يعني ببساطة "Kiowa". أصله مفقود. العنصر الثاني -gua/gú [–gʷú] (أو [–gʷúɔ̯] في Kiowa الأقدم) هو علامة جمع.
الأسماء القديمة للقبيلة كانت Kútjàu أو Kwu-da [kʰʷút–tɔ̀] ("الناشئة" أو "الخروج بسرعة") وTep-da [tʰép+dɔ̀ː]، المتعلقة بأسطورة الأصل القبلي لمبدع يسحب الناس من سجل مجوف حتى تعلق امرأة حامل . لاحقًا، أطلقوا على أنفسهم اسم Kom-pa-bianta (Kòmfàubî̱dàu) [kòmpɔ̀+bį̂ː–dɔ̀] (tipi flap+big–plural) أي "الأشخاص ذوو اللوحات الكبيرة "، قبل أن يلتقوا بقبائل السهول الجنوبية أو قبل أن يلتقوا برجال بيض.
في اللغة الإنجليزية، يتم نطق Kiowa KYE-o-wə /ˈkaɪ.oʊ.wə/، ويعتبر KEE-o-wə /ˈki.oʊ.wə/ غير لائق. الاسم الإنجليزي مشتق من الطريقة التي يقول بها الكومانش /kɔ́j–gʷú/ في لغتهم. سيقول بعض Kiowas الأكبر سناً Kiowa كـ KYE-wah /ˈkaɪ.wɑː/.
في لغة الإشارة الهندية السهول ، يتم التعبير عن كيوا عن طريق وضع إصبعين مستقيمين بالقرب من الحافة الخارجية السفلية للعين اليمنى وتحريك هذه الأصابع للخلف خلف الأذن. يتوافق هذا مع تسريحة شعر كيوا القديمة المقطوعة أفقيًا من الحافة الخارجية السفلية للعينين إلى الجزء الخلفي من الأذنين. كانت هذه ممارسة وظيفية لمنع تشابك شعرهم أثناء إطلاق سهم من خيط القوس. رسم جورج كاتلين محاربي كيوا بتصفيفة الشعر هذه.

## لغة
لغة كيوا هي عضو في عائلة لغات كيوا-تانوان . تم اقتراح العلاقة لأول مرة من قبل عالم اللغويات بمؤسسة سميثسونيان جون بي هارينجتون في عام 1910، وتم تأسيسها بشكل نهائي بواسطة كين هيل في عام 1967. كان باركر ماكنزي ، المولود عام 1897، خبيرًا بارزًا في لغة كيوا، ولم يتعلم اللغة الإنجليزية إلا عندما بدأ المدرسة. لقد عمل مع جون بي هارينجتون، الذي منحه اعتماد المؤلف الأول في عمل منشور بشكل مشترك، في عصر نادرًا ما يُنسب فيه الفضل إلى المستشارين الأصليين على الإطلاق  لاحقًا عمل أيضًا مع لوريل واتكينز في لغة كيوا. ومضى في مناقشة أصل الكلمات والأفكار حول كيفية تغير لغة كيوا لدمج عناصر جديدة من الثقافة المادية. رسائل ماكنزي موجودة في الأرشيف الأنثروبولوجي الوطني حول النطق والقواعد في لغة كيوا.
كيوا /ˈكاɪ. əwə/ أو Cáuijṑ̱gà / [Gáui[dò̱:gyà ("لغة Cáuigù (Kiowa)") هي لغة Tanoan يتحدث بها شعب Kiowa، بشكل أساسي في مقاطعات Caddo وKiowa وComanche.
بالإضافة إلى ذلك، كانت Kiowa واحدة من الدول العديدة في جميع أنحاء الولايات المتحدة وكندا والمكسيك التي تحدثت في Plains Sign Talk . كانت في الأصل لغة تجارية، ثم أصبحت لغة في حد ذاتها ظلت مستخدمة في جميع أنحاء أمريكا الشمالية.

## حكومة

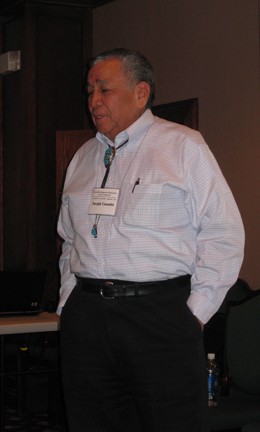
جيه تي جومبي، رئيس قبيلة كيوا السابق والنائب الأول لرئيس المؤتمر الوطني للهنود الأمريكيين

يقع المقر الرئيسي لقبيلة كيوا الهندية في أوكلاهوما في كارنيجي، أوكلاهوما . تشمل منطقة ولايتهم القضائية القبلية مقاطعات كادو ، وكومانتش ، وكوتون ، وجاكسون ، وكيوا ، وتيلمان ، وجرير ، وهارمون . يتطلب التسجيل في القبيلة حدًا أدنى لكمية الدم من أصل ¼ كيوا.
اعتبارًا من 2022, the Kiowa Tribal Chairman is Lawrence SpottedBird, and the Vice-Chairman is Jacob Tsotigh.

## النمو الإقتصادي
تصدر قبيلة كيوا علامات المركبات الخاصة بها. اعتبارًا من 2011 ، تمتلك القبيلة متجرًا واحدًا للدخان، وهو Morningstar Steakhouse and Grill، وMorningstar Buffet، ومطعم The Winner's Circle في ديفول، أوكلاهوما ،  ومطعم Kiowa Bingo بالقرب من كارنيجي، أوكلاهوما .
تمتلك القبيلة ثلاثة كازينوهات، كازينو كيوا في كارنيجي ، في فيردن ، وكازينو كيوا وفندق ريد ريفر في ديفول (حوالي 20 دقيقة شمال ويتشيتا فولز، تكساس ).

## ثقافة
في الأصل من السهول الشمالية وهاجر إلى السهول الجنوبية، يتبع مجتمع كيوا أصلًا ثنائيًا ، أي أن كلا من سلالات الأم والأب مهمة. ليس لديهم عشائر ولكن لديهم نظام معقد قائم على القرابة، ومجتمعات تعتمد على العمر والجنس.
تيبيس ، مساكن مخروطية الشكل مصنوعة من الجلد أو القماش اللاحق، توفر مسكنًا خفيف الوزن ومحمولًا. كانوا يصطادون ويجمعون الأطعمة البرية ويتاجرون مع القبائل الزراعية المجاورة من أجل الإنتاج. هاجر الكيوا موسميًا مع البيسون الأمريكي لأنه كان مصدر غذائهم الرئيسي. كما قاموا باصطياد الظباء والغزلان والديوك الرومية وغيرها من الطرائد البرية. قامت النساء بجمع أصناف من التوت البري والفواكه ومعالجتها باللحوم المجهزة لصنع البيميكان . تم استخدام الكلاب لسحب ترافوا والجلود الخام التي تحتوي على سلع التخييم للحركات القصيرة. يميل الكيوا إلى البقاء في المناطق لفترات طويلة من الزمن.
عندما تبنوا ثقافة الخيول ، بعد الحصول على الخيول من المزارع الإسبانية جنوب نهر ريو غراندي، أحدث الكيوا ثورة في أساليب حياتهم. كان لديهم نطاقات أكبر بكثير لصيدهم الموسمي، ويمكن للخيول أن تحمل بعضًا من مستلزمات التخييم الخاصة بهم. أنشأت قبيلة كيوا وسهول أباتشي موطنًا يقع في السهول الجنوبية المتاخمة لنهر أركنساس في جنوب شرق كولورادو وغرب كانساس وتصريف النهر الأحمر في تكساس بانهاندل وغرب أوكلاهوما.
يستخدم Kiowa نبات Plantago virginica لصنع أكاليل أو أكاليل من الزهور لكبار السن من الرجال لارتدائها حول رؤوسهم أثناء الرقصات الاحتفالية كرمز للصحة.

### مطبخ

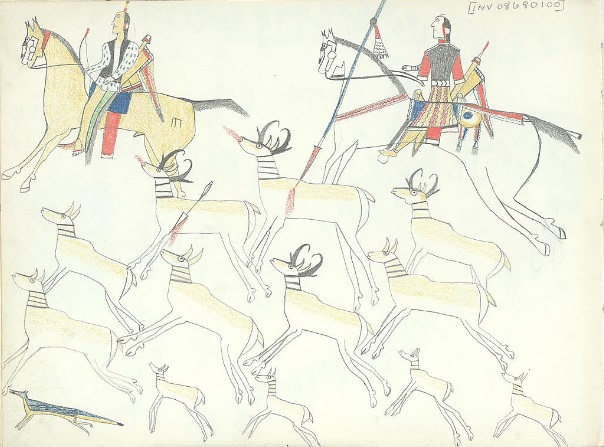
رسم دفتري لصيادي كيوا الذين يصطادون الظباء ذات القرون الشوكية بالأقواس والرماح، حوالي 1875-1877.

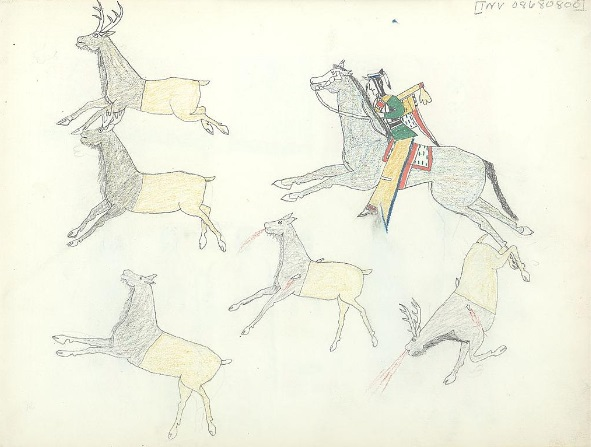
كيوا يصطاد الأيائل على ظهور الخيل، ج. 1875-1877

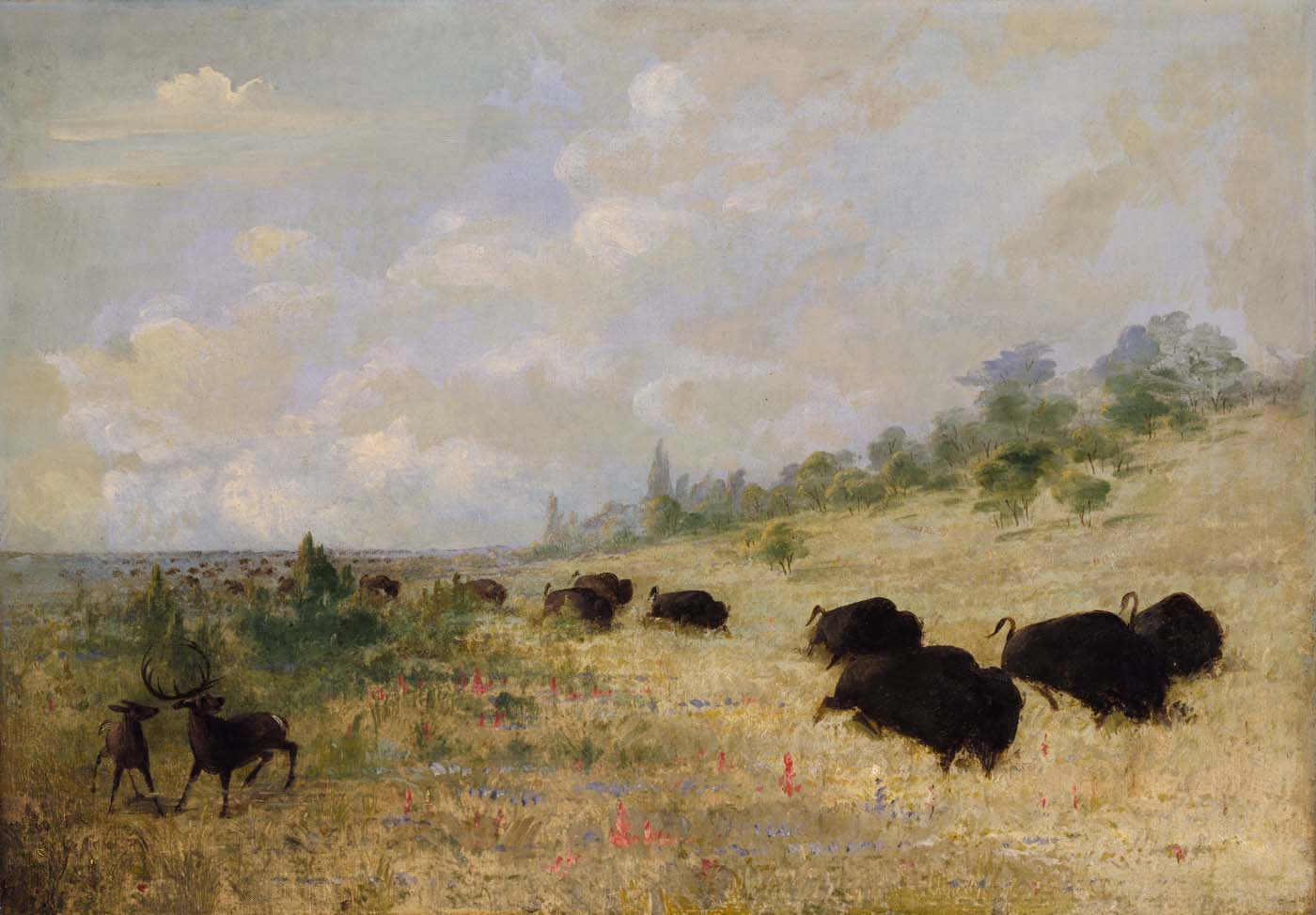
رعي الأيائل والجاموس بين زهور البراري 1846-1848، رسمها جورج كاتلين في تكساس.

تاريخيًا، كان لدى قبيلة كيوا مجتمع بدو صياد وجامع الثمار. لقد شاركوا مطبخًا مشابهًا مع قبائل السهول المجاورة لهم، مثل الكومانش. أهم مصدر غذائي لكيوا ودول السهول الأخرى هو البيسون الأمريكي أو الجاموس. قبل إدخال الخيول، كان يتم اصطياد البيسون سيرًا على الأقدام وكان يطلب من الصياد الاقتراب قدر الإمكان من الهدف قبل الاقتراب لإطلاق السهام أو استخدام الرمح الطويل. في بعض الأحيان كانوا يرتدون جلود الذئاب أو القيوط لإخفاء اقترابهم من قطعان البيسون.
أصبح صيد البيسون أسهل بكثير بعد أن استحوذت قبيلة كيوا على الخيول. تم اصطياد البيسون على ظهور الخيل واستخدم الرجال الأقواس والسهام لإسقاطهم، وكذلك الرماح الطويلة لاختراق قلوب الحيوانات. أعدت النساء لحم البيسون بعدة طرق: مشوي، مسلوق، ومجفف. تم تحضير اللحوم المجففة في البيميكان ، من أجل القوت أثناء تنقل الناس. يُصنع البيميكان عن طريق طحن اللحوم الخالية من الدهون المجففة إلى مسحوق، ثم خلط وزن متساوٍ تقريبًا من الدهون الذائبة أو الشحم وأحيانًا التوت؛ تم تشكيل البيميكان على شكل قضبان وحفظه في أكياس حتى يصبح جاهزًا للأكل. في بعض الأحيان كانت تؤكل أجزاء معينة من البيسون نيئة. وشملت الحيوانات الأخرى التي تم اصطيادها الغزلان والأيائل والقرون الشوكية والموستانج البري والديك الرومي البري والدببة. خلال أوقات ندرة الطرائد، كان الكيوا يأكلون الحيوانات الصغيرة مثل السحالي والطيور المائية والظربان والثعابين والمدرع.[بحاجة لمصدر] قاموا بمداهمة مزارع الماشية ذات القرون الطويلة لتأكلها في الأوقات الصعبة، والخيول لتأكلها في الأوقات الصعبة وتقتنيها لاستخدامها الخاص.
قام الرجال بمعظم عمليات الصيد في مجتمع كيوا. كانت النساء مسؤولات عن جمع الأطعمة البرية مثل التوت والدرنات والبذور والمكسرات والخضروات والفواكه البرية ولكن كان بإمكانهن اختيار الصيد إذا أرادن ذلك. تشمل النباتات المهمة لمطبخ كيوا جوز البقان، والتين الشوكي ، والتوت ، والكاكي ، والجوز، والخوخ، والبصل البري. لقد حصلوا على المحاصيل المزروعة، مثل القرع والذرة والقرع ، من خلال التجارة مع مختلف الشعوب الهندية والإغارة عليها، مثل شعب باوني ، الذين يعيشون على الحافة الغربية للسهول الكبرى. قبل الحصول على الأواني المعدنية من الأوروبيين، كان كيوا يطبخ اللحوم والخضروات المسلوقة من خلال عملية تبطين حفرة في الأرض بجلود الحيوانات، ثم ملئها بالماء وإضافة الصخور المسخنة بالنار.

### المواصلات والمساكن

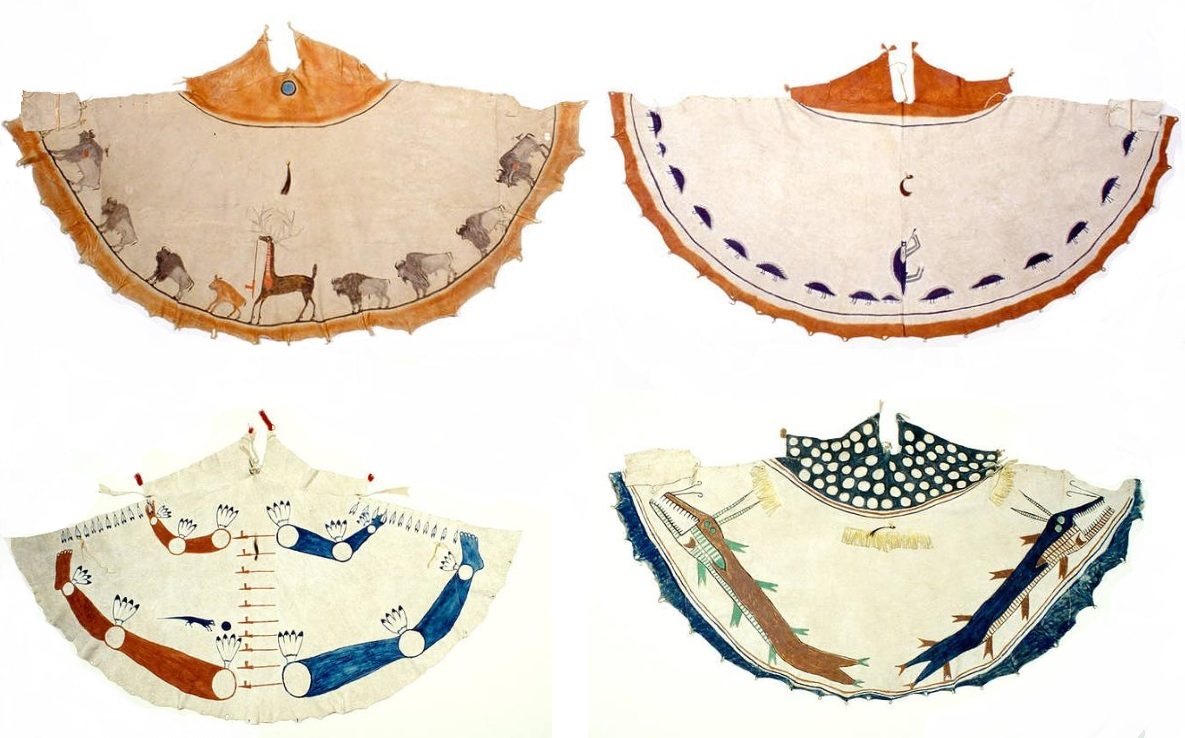
أربعة كيوا تيبيس مع التصاميم، 1904. من أعلى اليسار إلى اليمين، قطيع البيسون والغزلان التي تدخن الغليون؛ الشيهم. من الأسفل، من اليسار إلى اليمين: الذراعين والساقين مع الأنابيب والسحلية؛ وحوش الماء الأسطورية.

كان الشكل الرئيسي للمأوى الذي يستخدمه الكيوا هو تيبي أو نزل الجلد . تم صنع تيبيس من جلود البيسون على شكل وخياطة معًا في شكل مخروطي. أعمدة خشبية تسمى أعمدة النزل من 12–25 قدم (3.7–7.6 م) في الطول تستخدم كدعم للنزل. يتم حصاد أعمدة النزل من العرعر الأحمر والصنوبر . لدى Tipis غطاء مدخل واحد على الأقل. تم وضع لوحات الدخان في الأعلى، بحيث يمكن للدخان أن يهرب من حفرة النار بالداخل. كانت أرضية تيبي مبطنة بجلود وجلود الحيوانات من أجل الدفء والراحة. تم تصميم تيبي ليكون دافئًا من الداخل خلال أشهر الشتاء الباردة وباردًا من الداخل خلال فصل الصيف الدافئ. يمكن طي تيبيس بسهولة ويمكن رفعها في دقائق، مما يجعلها هيكلًا مثاليًا للبدو الرحل مثل كيوا ودول السهول الهندية الأخرى. تم استخدام أعمدة تيبي لبناء ترافوا أثناء أوقات السفر. غالبًا ما تزين اللوحات المخفية الجزء الخارجي والداخلي من تيبيس، مع معاني خاصة مرتبطة بتصميمات معينة.

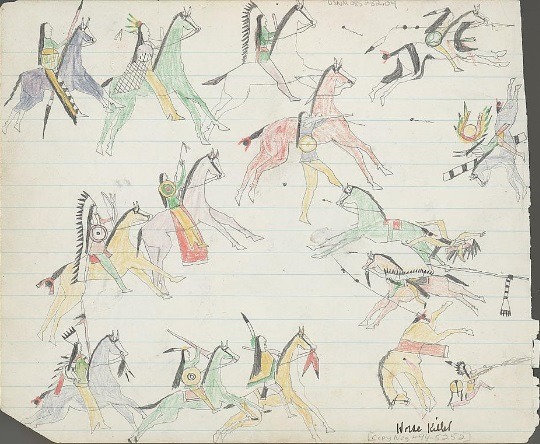
رسم دفتري لكيوا وهو يخوض حربًا على ظهور الخيل مع قوات العدو التقليدية، 1875.

قبل إدخال الحصان إلى أمريكا الشمالية، استخدم شعب كيوا وشعوب السهول الأخرى الكلاب المنزلية لحمل وسحب ممتلكاتهم. تم حمل التيبيس والممتلكات، وكذلك الأطفال الصغار، على ترافوا، وهو هيكل إطاري يستخدم أعمدة تايبي وتسحبه الكلاب والخيول لاحقًا.
أحدث إدخال الحصان إلى مجتمع كيوا ثورة في أسلوب حياتهم. لقد حصلوا على الخيول عن طريق مهاجمة رانشيروس جنوب نهر ريو غراندي في المكسيك، وكذلك عن طريق مهاجمة الشعوب الهندية الأخرى التي كانت لديها خيول بالفعل، مثل نافاجو وشعب بويبلو المختلف. باستخدام الحصان، يمكنهم نقل حمولات أكبر، واصطياد المزيد من الطرائد على نطاق أوسع وبسهولة أكبر، والسفر لفترة أطول وأبعد. أصبح Kiowa محاربين أقوياء ومهرة قاموا بغارات بعيدة المدى ضد الأعداء. كان الكيوا يعتبرون من أفضل الفرسان في السهول. تم قياس ثروة الرجل في المقام الأول من خلال حجم قطيع خيوله، حيث يصل عدد قطعان الأفراد الأثرياء بشكل خاص إلى المئات. كانت الخيول أهدافًا للقبض عليها أثناء الغارات. اعتبر الكيوا أنه من الشرف سرقة الخيول من الأعداء، وغالبًا ما كانت مثل هذه الغارات بمثابة طقوس العبور للمحاربين الشباب. لقد قاموا بتزيين خيولهم بطلاء جسم الطبيب لأغراض طقسية وروحية، مثل الحظ الجيد والحماية أثناء المعركة. غالبًا ما كانت خيول كيوا مزينة بأقنعة مطرزة (أحيانًا بقرون البيسون متصلة بالجوانب) والريش في أعرافها. كما استخدمت البغال والحمير كوسيلة للنقل والثروة؛ ومع ذلك، لم يكونوا محترمين.

### التنظيم الاجتماعي السياسي
كان لدى كيوا حكومة قبلية جيدة التنظيم مثل معظم القبائل في السهول الشمالية. كان لديهم تجمع سنوي لرقصة الشمس ورئيس منتخب يعتبر زعيمًا رمزيًا للأمة بأكملها. كانت المجتمعات المحاربة والجمعيات الدينية مهمة لمجتمع كيوا وقامت بأدوار محددة. تم اختيار الرؤساء على أساس الشجاعة والشجاعة التي تظهر في المعركة بالإضافة إلى الذكاء والكرم والخبرة ومهارات الاتصال واللطف مع الآخرين. اعتقد الكيوا أن المحارب الشاب الشجاع كان مثاليًا. تم تنظيم القبيلة بأكملها حول هذا الفرد. كان المحارب هو المثل الأعلى الذي يطمح إليه الشباب. وبسبب هذه العوامل، كان لكيوا أهمية قصوى في تاريخ السهول الجنوبية.
تكتسب النساء الهيبة من خلال إنجازات أزواجهن وأبنائهن وآباءهن، أو من خلال إنجازاتهن الخاصة في الفنون. قامت نساء كيوا بدباغة وخياطة الجلد ورسم تصميمات هندسية على جلود مطرزة ومطرزة لاحقًا. اعتنت نساء كيوا بالمخيم أثناء غياب الرجال. قاموا بجمع وإعداد الطعام لأشهر الشتاء، وشاركوا في الأحداث الطقسية الرئيسية. عاش رجال كيوا في عائلات عائلات زوجاتهم الممتدة. كانت المجموعات المحلية ( jōfàujōgáu أو jōdáu ) بقيادة jōfàujōqì ، والتي اندمجت لتصبح فرقة ( topadoga ). كان يقود هذه العصابات الزعيم توبادوكي ("الزعيم الرئيسي").
كان لدى كيوا قسمين سياسيين فرعيين (خاصة فيما يتعلق بعلاقتهم مع الكومانش ):
- To-kinah-yup أو Thóqàhyòp /Thóqàhyòi ("الشماليون"، مضاءة. "رجال البرد" أو "الشعب البارد"، "شمال كيوا"، عاشوا على طول نهر أركنساس وحدود كانساس، والتي تضم العصابات الشمالية الأكثر عددًا)
- Sálqáhyóp أو Sálqáhyói ("الجنوبيون"، مضاءة. "الناس الساخنة"، "جنوب كيوا"، عاشوا في Llano Estacado (السهول المحصنة)، أوكلاهوما بانهاندل وتكساس بانهاندل ، حلفاء الكومانش).

ومع زيادة الضغط على أراضي كيوا في خمسينيات القرن التاسع عشر، تغيرت التقسيمات الإقليمية. وظهر تجمع إقليمي جديد:
- Gwa-kelega أو Gúhàlēcáuigú ("Wild Mustang Kiowa" أو "Gúhàlē Kiowa"، تم تسميتهم على اسم قطعان موستانج الكبيرة في أراضي فرقة Kwahadi (Quohada) في Comanche، وكانت فرقة Comanche هذه معروفة لهم باسم Gúhàlēgáu - "شعب موستانج البري"، الذين كانوا يعيشون بالقرب منهم أثناء المقاومة الأخيرة للاستيطان الأبيض في السهول الجنوبية).

بعد وفاة الزعيم الأعلى دوهاسان في عام 1866، انقسمت قبيلة كيوا سياسيًا إلى فصيل سلام وفصيل حربي. تطورت فرق الحرب وفرق السلام بشكل أساسي بناءً على قربها من Fort Sill ( Xóqáudáuhága - "At Medicine Bluff"، أشعل. "Rock Cliff Medicine At Soldiers Collective They Are") ودرجة تفاعلهم.
فرق كيوا داخل حلقة تيبي خلال رقصة الشمس السنوية (وتسمى Kc-to ):
- Kâtá أو Qáutjáu ('Biters'، مضاءة. Arikara ، لأن لديهم تاريخًا تجاريًا قويًا مع شعب Arikara وبعض العائلات لديها أقارب من Arikara؛ هذه هي أقوى وأكبر فرقة Kiowa)
- Kogui أو Qógûi ("فرقة الأيائل")
- Kaigwa أو Cáuigú ("Kiowa Proper")
- Kinep / Kí̱bi̱dau / Kíbìdàu ('الدروع الكبيرة') أو Khe-ate / Kí̱ːet / Kíèt ('الدرع الكبير')، المعروف أيضًا باسم Káugyabî̱dau / Kāugàbîdāu ('الجلود الكبيرة / الجلباب')
- Semat / Sémhát ('السارقون' أو 'اللصوص'، اسم كيوا لحلفائهم، كيوا أباتشي ، أثناء رقصة الشمس تسمى أيضًا تاوجي - "الجلوس (في) الخارج")
- Soy-hay-talpupé / Sáuhédau-talyóp ('Blue Boys') أو Pahy-dome-gaw / Pái-dome-gú ('Under-the-Sun-Men') (أصغر فرقة كيوا)

أثناء رقصة الشمس، كان لبعض الفرق التزامات خاصة. وقد تم تعريفها تقليديا على النحو التالي:
كان للكاتا الحق التقليدي (الواجب أو المهمة) لتزويد الكيوا أثناء رقصة الشمس بما يكفي من لحم البيسون والأطعمة الأخرى. كانت هذه الفرقة غنية بشكل خاص بالخيول والتيبيس وغيرها من السلع. كان زعماء كيوا الرئيسيون المشهورون Dohäsan (Little Mountain) و Guipago (Lone Wolf) أعضاء في هذه الفرقة.[بحاجة لمصدر]</link>
كان Kogui مسؤولين عن إجراء مراسم الحرب أثناء رقصة الشمس. كان هناك العديد من العائلات والقادة المشهورين المعروفين بمآثرهم العسكرية وشجاعتهم، مثل Ad-da-te ("رجل الجزيرة")، وSatanta (الدب الأبيض) ، و Kicking Bird ، وزعماء الحرب Big Bow (Zepko-ete) و الدب المتعثر (سيت-إيمكيا).
كان Kaigwu حراس الحزمة المقدسة أو الطبية (Tai-mé، Taimay) والحربة المقدسة. ولذلك كانوا يحظون بالاحترام ويتمتعون بمكانة خاصة.[بحاجة لمصدر]</link>
غالبًا ما كان يُطلق على Kinep أو Khe-ate اسم "Sun Dance Shields" لأنهم أثناء الرقص كانوا يراقبون واجبات الشرطة ويضمنون الأمن. ينتمي قلب المرأة الرئيسي (Manyi-ten) إلى هذه الفرقة.[بحاجة لمصدر]</link>
سُمح للسيمات بالمشاركة بالتساوي، لكن لم يكن لديهم واجبات والتزامات محددة أثناء رقصة الشمس.[بحاجة لمصدر]</link>

### الأعداء وثقافة المحارب

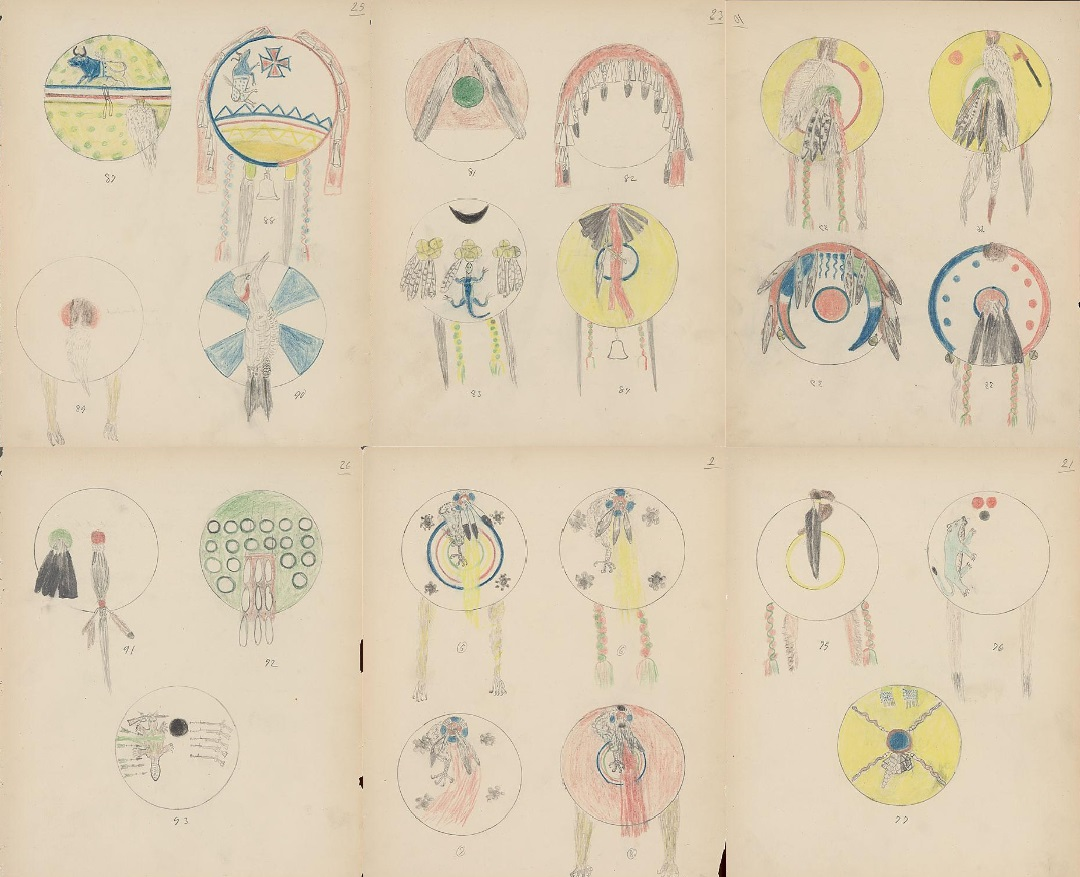
رسومات دفترية لسيلفر هورن تضم مجموعة من تصميمات درع كيوا، 1904.

على غرار هنود السهول خلال عصر ثقافة الخيول، كان الكيوا شعبًا محاربًا. لقد قاتلوا بشكل متكرر مع أعداء مجاورين وخارج أراضيهم. اشتهرت قبيلة كيوا بغاراتها الطويلة التي امتدت جنوبًا حتى المكسيك وشمالًا إلى السهول الشمالية. حدثت جميع الحروب تقريبًا أثناء ركوب الخيل. كان من بين أعداء الكيوا قبيلة شايان ، وأراباهو ، ونافاجو ، ويوتي ، وأحيانًا لاكوتا شمال وغرب إقليم كيوا. شرق إقليم كيوا قاتلوا مع باوني ، أوسيدج ، كيكابو ، كاو ، كادو ، ويتشيتا ، وساك وفوكس . إلى الجنوب قاتلوا مع ليبان أباتشي ، ميسكاليرو أباتشي ، شيريكاهوا أباتشي (الذين أطلق عليهم الكيوا اسم Do'-ko'nsenä'go، "أشخاص من أحذية الموكاسين التي تحولت إلى الأعلى")، وتونكاوا . دخلت قبيلة كيوا أيضًا في صراع مع الأمم الهندية الأمريكية من الغابات الجنوبية الشرقية والشمالية الشرقية التي تم نقلها قسراً إلى الأراضي الهندية خلال فترة الإزالة الهندية بما في ذلك الشيروكي ، والشوكتو ، والموسكوجي ، والتشيكاساو .
في وقت لاحق، عقدت قبيلة شايان وأراباهو السلام مع قبيلة كيوا. لقد شكلوا معًا تحالفًا قويًا مع الكومانشي، وسهول أباتشي لمحاربة المستوطنين البيض الغزاة والجنود الأمريكيين، وكذلك المكسيكيين والجيش المكسيكي.

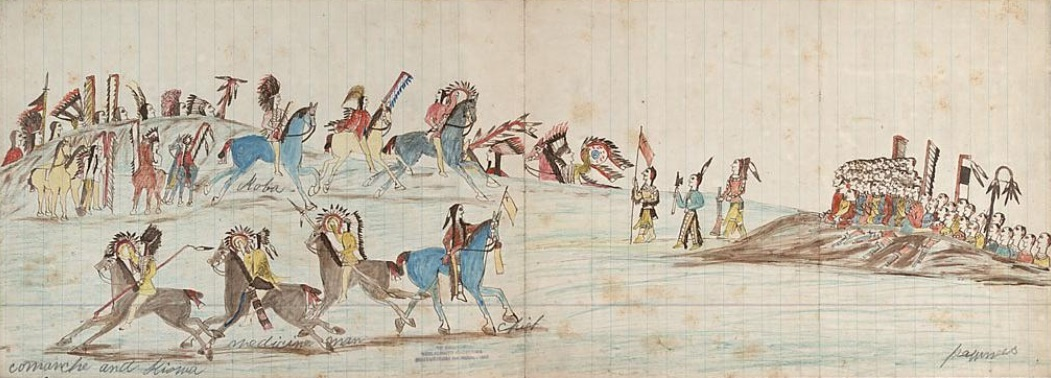
رسم دفتر الأستاذ يصور اجتماعًا بين حزب حرب كيوا-كومانتش وحزب حرب باوني (الجانب الأيمن).

مثل هنود السهول الآخرين، كان لدى قبيلة كيوا مجتمعات محاربة محددة. غالبًا ما تتم دعوة الشباب الذين أثبتوا شجاعتهم أو مهارتهم أو أظهروا قيمتهم في المعركة إلى إحدى المجتمعات المحاربة. بالإضافة إلى الحرب، عملت المجتمعات على الحفاظ على السلام داخل المعسكرات والقبيلة ككل. كانت هناك ستة مجتمعات محاربة بين قبيلة كيوا. كانت لعبة Po-Lanh-Yope (الأرانب الصغيرة) مخصصة للأولاد؛ تم تسجيل جميع الأولاد الصغار في كيوا وخدمت المجموعة في الغالب أغراضًا اجتماعية وتعليمية، ولم تتضمن أي عنف أو قتال. كانت مجتمعات Adle-Tdow-Yope (الأغنام الصغيرة)، وTsain-Tanmo (أغطية رأس الحصان)، وTdien-Pei-Gah (مجتمع القرع)، وTon-Kon-Gah (الأرجل السوداء أو اللباس الداخلي)، مجتمعات محاربة للبالغين. تتألف Koitsenko (Qkoie-Tsain-Gah، الكلاب الرئيسية أو الكلاب الحقيقية)  من أفضل عشرة محاربين من جميع أفراد قبيلة Kiowa، الذين تم انتخابهم من قبل أعضاء جمعيات المحاربين البالغين الأربعة الأخرى.
استخدم محاربو كيوا مزيجًا من الأسلحة التقليدية وغير التقليدية، بما في ذلك الرماح الطويلة والأقواس والسهام والتوماهوك والسكاكين والهراوات الحربية، بالإضافة إلى البنادق والبنادق والمسدسات وسيوف الفرسان التي تم الحصول عليها لاحقًا. كانت الدروع مصنوعة من جلد البيسون القوي الممتد فوق إطار خشبي، أو مصنوعة من جمجمة البيسون، مما يشكل درعًا صغيرًا قويًا. تم تزيين الدروع والأسلحة بالريش والفراء وأجزاء الحيوانات مثل مخالب النسر لأغراض احتفالية.

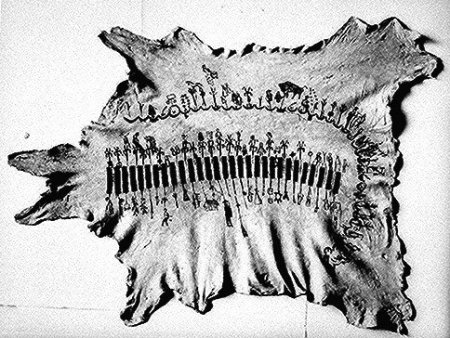
تقويم 37 شهرًا، 1889-1892، محفوظ على جلد بواسطة Anko، كاليفورنيا. 1895

### تقويمات كيوا
أخبر شعب كيوا عالم الأعراق جيمس موني أن أول حارس للتقويم في قبيلتهم كان ليتل بلاف، أو توهاوسان ، الذي كان الزعيم الرئيسي للقبيلة من عام 1833 إلى عام 1866. عمل موني أيضًا مع اثنين آخرين من مراقبي التقويم، سيتان ، أو الدب الصغير، وأنكوباينجياديتي ، في وسط العديد من المسارات، المعروف باسم أنكو . احتفظت قبائل السهول الأخرى بسجلات مصورة، تُعرف باسم "تعدادات الشتاء".
يعد نظام تقويم Kiowa فريدًا من نوعه: فقد سجلوا حدثين لكل عام، مما يوفر سجلاً أكثر دقة وضعف عدد الإدخالات لأي فترة معينة. كان سيلفر هورن (1860–1940)، أو هانجواه، الفنان الأكثر احترامًا في قبيلة كيوا في القرنين التاسع عشر والعشرين، وكان يحتفظ بالتقويم. لقد كان زعيمًا دينيًا محترمًا في سنواته الأخيرة.

### ممارسات الجنازة
في تقليد كيوا، كان للموت ارتباطات قوية بالأرواح المظلمة والقوى السلبية، مما يعني أن موت الفرد كان يُنظر إليه على أنه تجربة مؤلمة. ينبع الخوف من الأشباح في مجتمعات كيوا من الاعتقاد بأن الأرواح عادة ما تقاوم نهاية حياتها الجسدية. كان يُعتقد أن الأرواح تبقى حول الجثة أو مكان دفنها، كما تطارد أماكن المعيشة والممتلكات السابقة. يُعتقد أيضًا أن الأرواح المتبقية تساعد في تشجيع الموتى على العبور من العالم المادي إلى الحياة الآخرة. ويمكن رؤية الخوف من الأشباح في طريقة التعامل مع الجماجم  يُعتقد أنه مصدر للتلوث الروحي السلبي الذي يدعو إلى الخطر على الأحياء. وبسبب المخاوف والمخاطر المرتبطة بالموت، كانت ردود أفعال المجتمع لحظية وشريرة. وكان من المتوقع أن تظهر العائلات والأقارب حزنهم من خلال ردود أفعال مثل البكاء وتمزيق الملابس وحلق الرأس. كانت هناك أيضًا روايات عن تمزقات في الجسم وقطع مفاصل الأصابع. في عملية الحزن، كان من المتوقع أن تكون النساء والأزواج الأرامل أكثر تعبيرا عن حدادهم.
يجب غسل جسد المتوفى قبل دفنه. والغسال، تاريخياً امرأة، تقوم أيضاً بتمشيط الشعر وتلوين وجه الموتى. بمجرد معالجة الجثة، يتم الدفن على الفور. إذا أمكن، يتم الدفن في نفس اليوم، إلا إذا حدثت الوفاة ليلاً. وفي هذه الحالة يتم دفن الميت في صباح اليوم التالي. ويعتقد أن الدفن السريع يقلل من خطر بقاء الأرواح حول موقع الدفن. بعد الدفن، تم حرق معظم متعلقات الموتى مع التيبي. إذا تمت مشاركة تايبي أو منزلهم مع العائلة، فإن الأقارب الباقين على قيد الحياة سينتقلون إلى منزل جديد.

## تاريخ

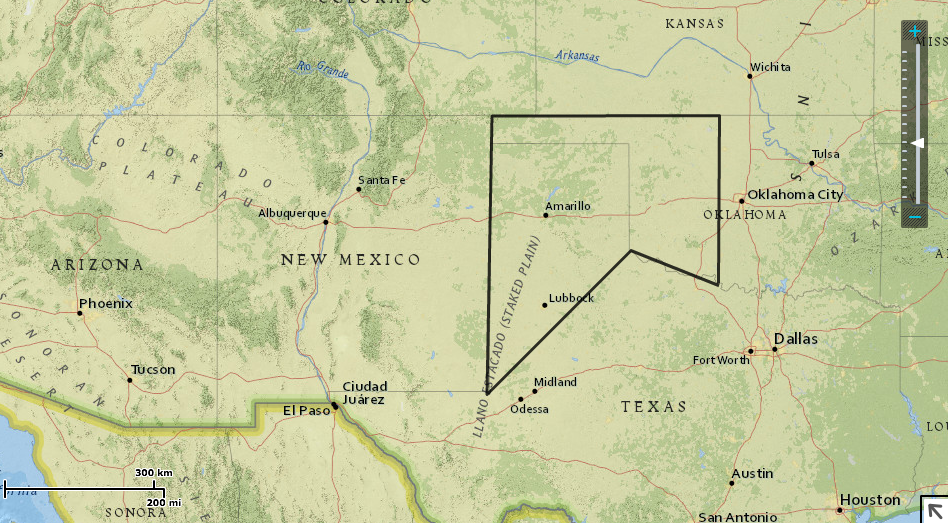
خريطة معاهدة 1865

كأعضاء في عائلة اللغة Kiowa-Tanoan ، من المحتمل أن يكون لدى Kiowa في وقت بعيد أصل عرقي مع الأمم الأمريكية الهندية الأخرى في هذه العائلة اللغوية الصغيرة: Tiwa ، Tewa ، Towa ، وغيرها. ومع ذلك، بحلول العصور التاريخية، عاش الكيوا في اقتصاد يعتمد على الصيد وجمع الثمار على عكس مجتمعات بويبلو المستقرة الأخرى. كان لدى Kiowa أيضًا حياة احتفالية معقدة وقاموا بتطوير " حسابات الشتاء " كتقويمات. يروي الكيوا أصولهم بالقرب من نهر ميسوري وبلاك هيلز . لقد علموا أنهم مدفوعون جنوبًا بضغط من قبيلة سيوكس .

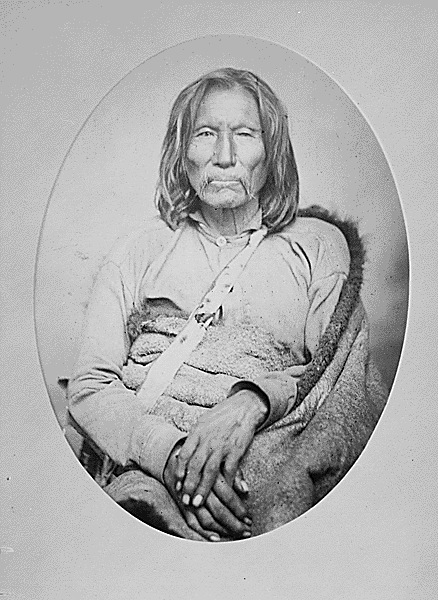
الدب الجالس ، رئيس كيوا

لأقدم تسجيل - وروى — تاريخ كيوا، انظر المزيد أدناه.

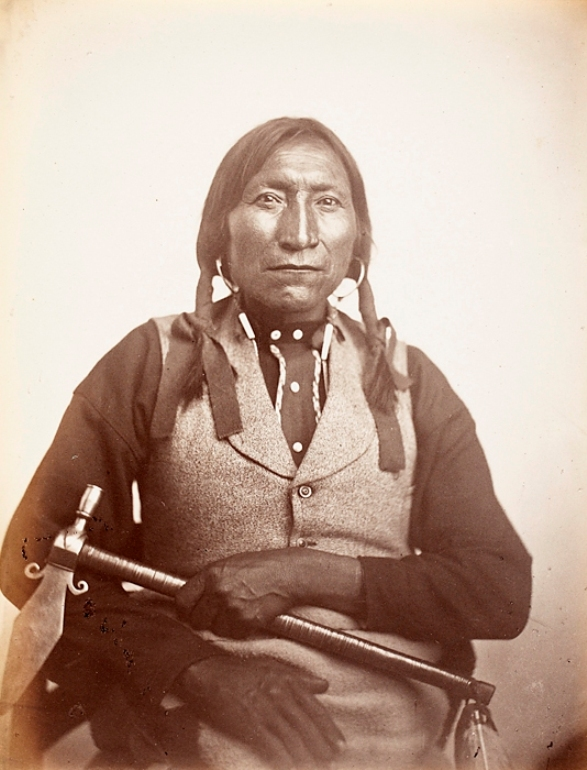
غيباجو ، رئيس كيوا

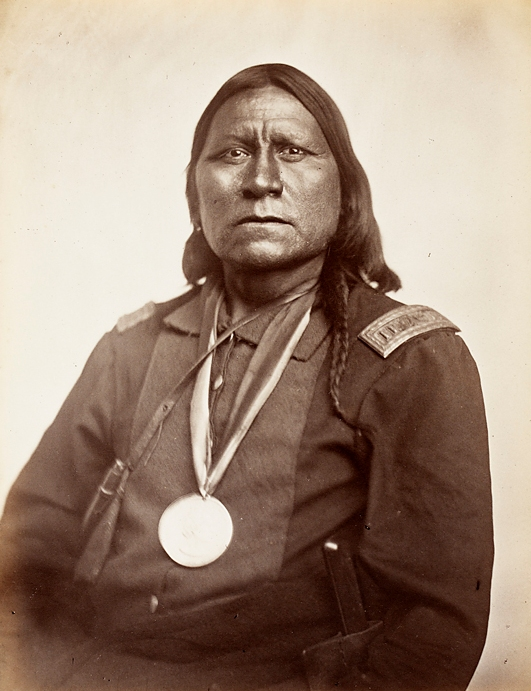
ساتانتا ، رئيس كيوا

بعد A'date، كان قادة Kiowa المشهورون هم Dohäsan (Tauhawsin، Over-Hanging Butte، المعروف أيضًا باسم Little Mountain، المعروف أيضًا باسم Little Bluff)؛ ساتانك (سيت-أنكيا، الدب الجالس)، غيباغو (غوي-باه-غو، لون وولف الأكبر، المعروف أيضًا باسم غيبايهاوغو، تم إنقاذه من الذئاب)، ساتانتا (سيت-تينت، الدب الأبيض)، تيني-أنجوبتي (الطائر الركل)، زيبكو -ete (القوس الكبير)، Set-imkia (الدب المتعثر)، Manyi-ten (قلب المرأة)، Napawat (بدون حذاء)، Mamanti (المشي فوق)، Tsen-tainte (الحصان الأبيض)، Ado-ete (الشجرة الكبيرة) ).
دوهاسان، المعروف أيضًا باسم توهاسون،  يعتبره الكثيرون أعظم زعيم لكيوا (1805–1866)، حيث قام بتوحيد وحكم كيوا لمدة 30 عامًا. وقع عدة معاهدات مع الولايات المتحدة، بما في ذلك معاهدة فورت أتكينسون في 27 يوليو 1852، ومعاهدة أركنساس الصغيرة عام 1865  أصبح Guipago رئيسًا لـ Kiowa عندما عينه Dohosan (Little Bluff) خلفًا له. قاد غيباغو وساتانتا، جنبًا إلى جنب مع ساتانك القديم، الفصيل المتحارب لأمة كيوا، بينما قاد تيني أنجوبتي وناباوات الحزب المسالم.
في عام 1871، ساعد ساتانك وساتانتا وبيغ تري (مترجم في بعض الوثائق كـ Addo-etta  ) في قيادة Warren Wagon Train Raid . تم القبض عليهم من قبل جنود الولايات المتحدة ونقلهم إلى جاكسبورو، تكساس. في الطريق، بالقرب من فورت سيل، الإقليم الهندي، قتل ساتانك جنديًا بسكين وأطلقت عليه قوات الفرسان النار أثناء محاولته الهرب. وأُدين ساتانتا وبيغ تري لاحقًا بارتكاب جريمة قتل من قبل "هيئة محلفين رعاة البقر".
في سبتمبر 1872، التقى جيباجو بساتانتا وآدو-إيتي، وكانت الزيارة أحد شروط جيباجو لقبول طلب السفر إلى واشنطن ومقابلة الرئيس جرانت لإجراء محادثات سلام. أخيرًا أطلق Guipago سراح الرهينتين في سبتمبر 1873. قاد غيباغو وساتانتا وسيت إيمكيا وزيبكو إيتي وماني تن ومامانتي وتسين تاينتي وأدو إيتي محاربي كيوا خلال "حرب الجاموس" على طول النهر الأحمر، جنبًا إلى جنب مع حلفاء الكومانشي، في الصيف (يونيو/حزيران). – سبتمبر) 1874. لقد استسلموا بعد معركة بالو دورو كانيون. كان على Tene-angopte اختيار 26 من زعماء ومحاربي كيوا ليتم ترحيلهم؛ تم إرسال ساتانتا إلى سجن في هانتسفيل، ألاباما ، بينما تم إرسال غيباجو، ومانيي تن، ومامانتي، وتسين تاينت، وآخرين إلى سانت أوغسطين، فلوريدا ، في ما كان يُعرف آنذاك باسم فورت ماريون . توفي تيني أنجوبتي، الذي أدانه "رجل الطب" مامانتي، في مايو 1875؛ انتحر ساتانتا في هانتسفيل في أكتوبر 1878. بعد أن أصيب غيباجو بالملاريا ، سُجن في فورت سيل، حيث توفي عام 1879.
يُقال إن نحات النيكل الهندي ، جيمس إيرل فريزر ، قال إن الرئيس الكبير تري (أدويت) كان أحد نماذجه للعملة الأمريكية؛ تم سكها من عام 1913 حتى عام 1938 

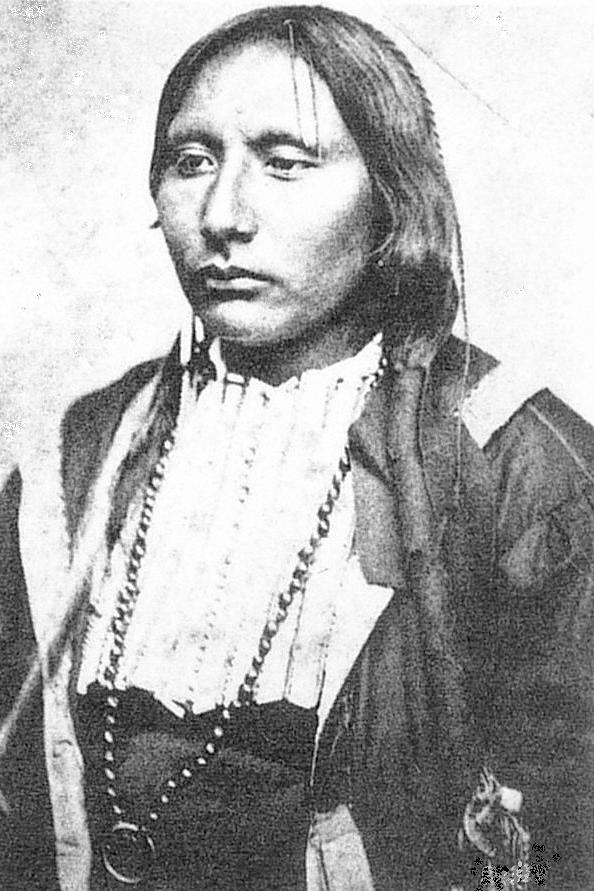
الشجرة الكبيرة ، زعيم ومحارب كيوا

### التاريخ المبكر والهجرة جنوبا

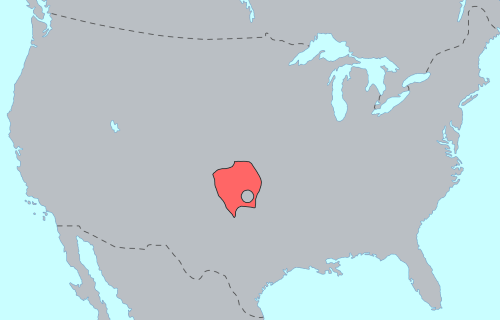
منطقة السهول الجنوبية التابعة لأمة كيوا في وقت الاتصال الأوروبي (انظر نص الهجرات).

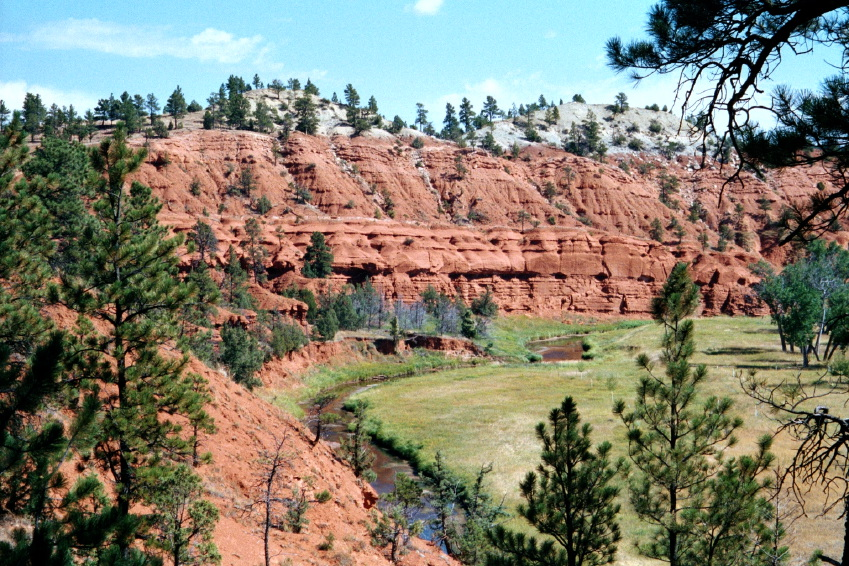
منحدرات من الحجر الرملي الأحمر في منطقة بلاك هيلز وايومنغ، وهي منطقة كيوا السابقة والتي تظل منطقة مقدسة بالنسبة لهم في العصر الحديث.

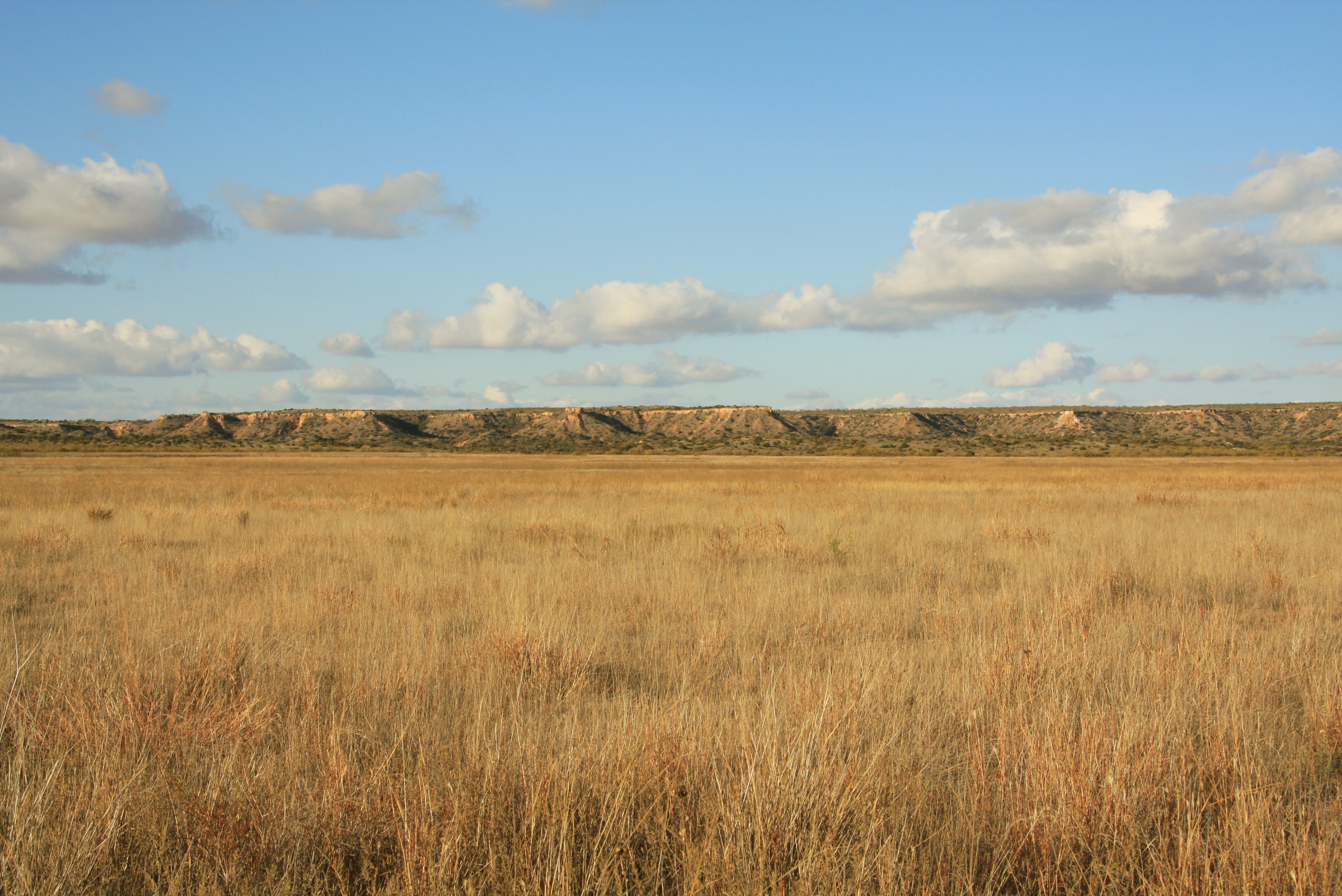
السهول الجنوبية من لانو إستاكادو في تكساس بانهاندل.

برز الكيوا كشعب متميز في وطنهم الأصلي في حوض نهر ميسوري الشمالي. بحثًا عن المزيد من الأراضي الخاصة بهم، سافر الكيوا إلى الجنوب الشرقي إلى بلاك هيلز في داكوتا الجنوبية الحالية ووايومنغ حوالي عام 1650. في منطقة بلاك هيلز، عاشت قبيلة كيوا بسلام جنبًا إلى جنب مع هنود الغراب ، الذين حافظوا معهم على صداقة وثيقة لفترة طويلة، ونظموا أنفسهم في 10 فرق، وبلغ عددهم حوالي 3000. أجبر الضغط من الأوجيبوي في الغابة الشمالية وحافة السهول الكبرى في مينيسوتا قبيلة شايان وأراباهو ولاحقًا قبيلة سيوكس على التوجه غربًا إلى منطقة كيوا حول بلاك هيلز. تم دفع الكيوا جنوبًا من قبل غزو شايان الذين تم دفعهم بعد ذلك غربًا خارج بلاك هيلز بواسطة سيوكس. في نهاية المطاف، حصل الكيوا على مساحة شاسعة من السهول الكبرى الوسطى والجنوبية في غرب كانساس، وشرق كولورادو، ومعظم أوكلاهوما بما في ذلك منطقة بانهاندل، ولانو إستاكادو في منطقة تكساس بانهاندل وشرق نيو مكسيكو . في تاريخهم المبكر، سافر الكيوا مع الكلاب لسحب ممتلكاتهم حتى تم الحصول على الخيول من خلال التجارة والغارات مع الأسبان والدول الهندية الأخرى في الجنوب الغربي.
في أوائل ربيع عام 1790، في المكان الذي سيصبح لاس فيجاس، نيو مكسيكو ، قدم حزب كيوا بقيادة زعيم الحرب جويكاتي، عرضًا للسلام إلى حزب كومانشي بينما كان كلاهما يزوران منزل صديق مشترك لكلا القبيلتين. أدى ذلك إلى اجتماع لاحق بين Guikate ورئيس Nokoni Comanche. تحالفت المجموعتان لتقاسم نفس مناطق الصيد ودخلتا في اتفاق دفاع مشترك وأصبحا السكان المهيمنين في السهول الجنوبية. منذ ذلك الوقت فصاعدًا، بدأت قبيلتا الكومانش وكيوا بالصيد والسفر وخوض الحرب معًا. بالإضافة إلى كومانتش، شكلت كيوا تحالفًا وثيقًا جدًا مع أباتشي السهول (كيوا-أباتشي)، حيث تتقاسم الدولتان الكثير من نفس الثقافة ويشاركان في اجتماعات وفعاليات المجلس السنوية لبعضهما البعض. أدى التحالف القوي بين دول السهول الجنوبية إلى منع الإسبان من الحصول على سيطرة استعمارية قوية على السهول الجنوبية.

### الحروب الهندية
في السنوات الأخيرة من القرن الثامن عشر وفي الربع الأول من القرن التاسع عشر، لم يكن الكيوا يخافون كثيرًا من جيرانهم الأوروبيين. تراوحت كيوا شمال جبال ويتشيتا. سيطر كيوا وكومانتش على مساحة شاسعة من الأراضي من نهر أركنساس إلى نهر برازوس. كان أعداء الكيوا عادةً أعداء الكومانش. إلى الشرق كانت هناك حرب مع أوسيدج وباوني.
في أوائل القرن التاسع عشر، بدأت قبيلة شايان وأراباهو بالتخييم على نهر أركنساس واندلعت حرب جديدة. في جنوب كيوا وكومانتش كان هناك متحدثون بالكادوان، لكن كيوا وكومانتش كانوا ودودين تجاه هذه الفرق. كانت الكومانش في حالة حرب مع أباتشي في منطقة ريو غراندي.

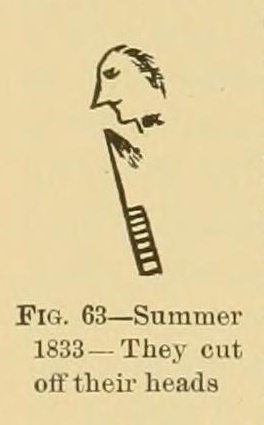
مذبحة قطع الحلق، 1833. صورة من إحصاء الدوحسان الشتوي.

لقد حاربوا مع شايان وأراباهو وباوني وساك وفوكس وأوساج.
في صيف عام 1833، هاجم الأوساج معسكر كيوا المكشوف بالقرب من هيد ماونتن، أوكلاهوما. لقد فقدت كيوا العديد من كبار السن والأطفال والنساء. تم قطع الرؤوس ووضعها في الغلايات. خلال "مذبحة قطع الحلق" هذه، استولى الأوساج على شخصية تاي مي المقدسة (شخصية رقصة الشمس في كيوا) أيضًا. لم يتمكن الكيوا من أداء رقصة الشمس حتى عودة تاي مي في عام  :33حل دوسان محل رئيس كيوا القديم، لأنه فشل في توقع الخطر. :259
تم تداول Kiowa مع ويتشيتا جنوبًا على طول النهر الأحمر ومع ميسكاليرو أباتشي ونيو مكسيكيين إلى الجنوب الغربي. بعد عام 1840، حاربوا هم وأعداؤهم السابقون شايان ، بالإضافة إلى حلفائهم كومانتش وأباتشي ، وداهموا السكان الأصليين الشرقيين الذين انتقلوا إلى الأراضي الهندية.
من عام 1821 حتى عام 1870، انضمت قبيلة كيوا إلى الكومانشي في غارات، كان الهدف منها في المقام الأول الحصول على الماشية، وامتدت إلى عمق المكسيك وتسببت في مقتل الآلاف من الأشخاص.

### التحول الاستعماري

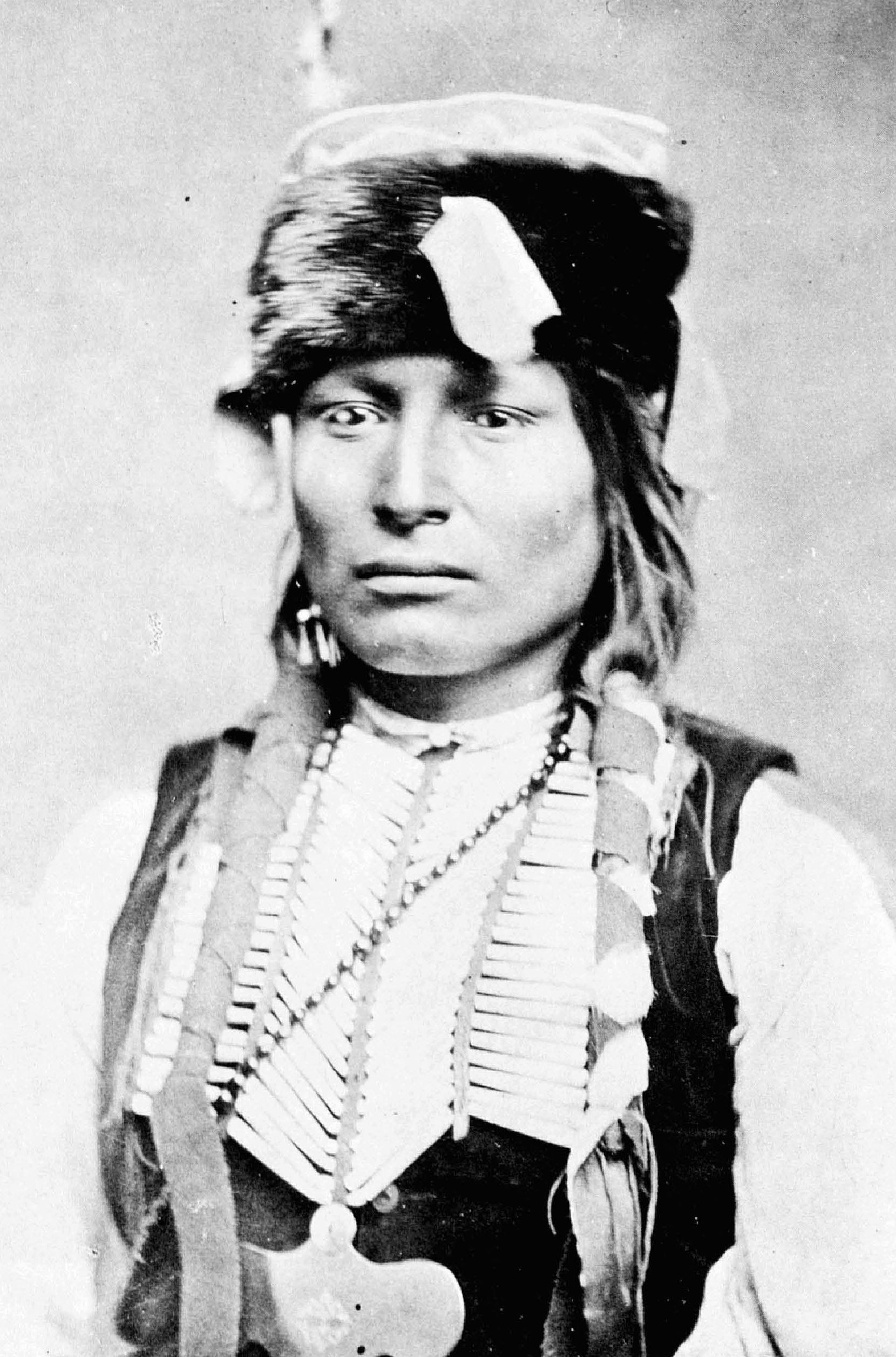
ماماي-داي-تي

شهدت السنوات من 1873 إلى 1878 تغييرًا جذريًا في نمط حياة كيوا. في يونيو 1874، قام الكيوا، جنبًا إلى جنب مع مجموعة من محاربي الكومانش والشايان، باحتجاجهم الأخير ضد الغزاة الأوروبيين في معركة أدوبي وولز في تكساس، والتي ثبت عدم جدواها. في عام 1877، تم تشييد المنازل الأولى لزعماء القبائل الهندية وتم البدء في خطة لتوظيف الهنود في الوكالة. تم تعيين ثلاثين هنديًا لتشكيل أول قوة شرطة في المحمية.
وافقت قبيلة كيوا على الاستقرار في محمية في جنوب غرب أوكلاهوما. ظلت بعض مجموعات كيواس طليقة حتى عام 1875 . صمدت بعض فرق ليبان أباتشي ومسكاليرو أباتشي مع بعض فرق الكومانشي في شمال المكسيك حتى أوائل ثمانينيات القرن التاسع عشر، عندما دفعتهم قوات الجيش المكسيكي والأمريكي إلى المحميات أو إلى الانقراض. بموجب معاهدة ميديسن لودج في عام 1867، استقر الكيوا في غرب أوكلاهوما وكانساس.
لقد أُجبروا على الانتقال جنوب نهر واشيتا إلى النهر الأحمر وغرب أوكلاهوما مع الكومانش وقبيلة كيوا أباتشي. كان الانتقال من الحياة الحرة لسكان السهول إلى الحياة المقيدة للمحمية أكثر صعوبة بالنسبة لبعض العائلات من غيرها.

### فترة الحجز
استمرت فترة الحجز من عام 1868 إلى عام 1906. في عام 1873، تم إنشاء أول مدرسة بين قبيلة كيوا على يد كويكر توماس سي باتي. في عام 1877، قامت الحكومة الفيدرالية ببناء أول منازل لزعماء القبائل الهندية وبدأت خطة لتوظيف الهنود. تم تعيين 30 هنديًا لتشكيل أول قوة شرطة في المحمية. في عام 1879 تم نقل الشركة من فورت. عتبة إلى أناداركو. أظهر التعداد السكاني لعام 1890 وجود 1,598 كومانتش في محمية فورت سيل، والتي تقاسموها مع 1,140 كيوا و326 كيوا أباتشي.
الاتفاقية المبرمة مع لجنة الشيروكي والتي وقعها 456 من الذكور البالغين من كيوا وكومانشي وكيوا أباتشي في 28 سبتمبر 1892، مهدت الطريق لفتح البلاد أمام المستوطنين البيض. نص الاتفاق على تخصيص 160 أكر (65 ها) لكل فرد في القبائل ولبيع أراضي المحمية ( 2,488,893 أكر أو 1,007,219 ها ) إلى الولايات المتحدة - كان من المقرر أن تدخل حيز التنفيذ فور تصديق الكونجرس عليها، على الرغم من أن معاهدة ميديسن لودج لعام 1867 ضمنت حيازة الهند للتحفظ حتى عام 1898. أراد الموقعون الهنود حذف أسمائهم ولكن بعد فوات الأوان. أبياتان، كزعيم، ذهب إلى واشنطن للاحتجاج. قام الزعيم لون وولف الأصغر على الفور برفع دعوى ضد هذا الفعل في المحكمة العليا، لكن المحكمة حكمت ضده في قضية لون وولف ضد هيتشكوك (1903).
تم تعيين وكلاء لشعب كيوا.

### الفترة الحديثة
منذ عام 1968، يحكم كيوا مجلس قبيلة كيوا، الذي يشرف على الأعمال المتعلقة بالصحة والتعليم وبرامج التنمية الاقتصادية والصناعية.
في 13 مارس 1970، قامت قبيلة كيوا الهندية في أوكلاهوما بصياغة دستورها ولوائحها الداخلية، وصدق عليها ناخبو كيوا في 23 مايو 1970. تمت الموافقة على الدستور الحالي في عام 2017.
في عام 1998، في القرار التاريخي الذي أصدرته قبيلة كيوا في أوكلاهوما ضد شركة Manufacturing Technologies, Inc. ، قضت المحكمة العليا الأمريكية بأن القبائل الهندية تحتفظ بحصانتها السيادية كأمم من الدعاوى القضائية الخاصة دون موافقتها، حتى في المعاملات خارج الحجز حيثما يقومون بذلك ولا يتنازل عن تلك الحصانة.
اعتبارًا من عام 2000، عاش أكثر من 4000 من أصل 12500 مسجل في كيوا بالقرب من مدن أناداركو وفورت كوب وكارنيجي، في مقاطعتي كادو وكيوا، أوكلاهوما. يقيم كيوا أيضًا في المجتمعات الحضرية والضواحي في جميع أنحاء الولايات المتحدة، بعد أن انتقل إلى مناطق بها المزيد من الوظائف. في كل عام، يحيي قدامى المحاربين في كيوا الروح الحربية لقادة القرن التاسع عشر من خلال الرقصات التي تؤديها Kiowa Gourd Clan وKiowa Black Leggings Warrior Society. تتجلى هوية كيوا الثقافية وفخرها في ثقافتهم التعبيرية وتأثيرهم القوي على رقصة القرع وفن السهول الجنوبية.

## العلوم الإنسانية

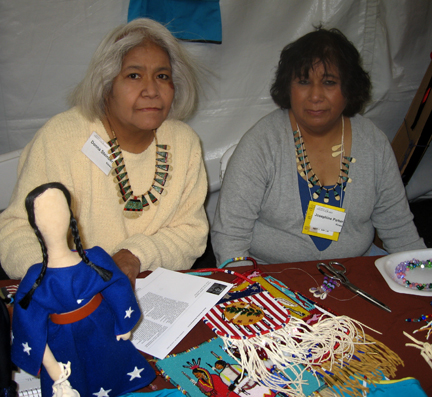
دونا ستاندنج ستاينبرج، كيوا/ ويتشيتا ، وجوزفين باركر، كيوا، مع أعمالهما الخرزية

يعد توثيق تاريخ وتطور فن كيوا المعاصر أحد أكثر السجلات غرابة في الثقافة الأمريكية الأصلية. في وقت مبكر من عام 1891، تم تكليف فناني كيوا بإنتاج أعمال لعرضها في المعارض الدولية. كان "Kiowa Six" من أوائل الأمريكيين الأصليين الذين حصلوا على اعتراف دولي بعملهم في عالم الفنون الجميلة. لقد أثروا على أجيال من الفنانين الهنود بين قبائل كيوا وقبائل السهول الأخرى. لم تفقد المهارات الحرفية التقليدية بين شعب كيوا اليوم، وقد ساعدت الفنون الجميلة والحرف اليدوية الموهوبة التي أنتجها هنود كيوا في ازدهار تعاونية الفنون والحرف الهندية في أوكلاهوما على مدار 20 عامًا من وجودها.

### فن التأريخ وإخفاء اللوحة
فنانو تأريخ كيوا الأوائل هم أولئك الذين احتجزهم الجيش الأمريكي في الأسر في فورت ماريون في سانت أوغسطين، فلوريدا (1875–1878)، في ختام حرب النهر الأحمر ، والتي تُعرف أيضًا باسم حرب السهول الجنوبية الهندية. ينبثق فن التأريخ من تقليد الرسم في السهول . من بين فناني Fort Marion هؤلاء Kiowas Etadleuh Doanmoe وZotom ، الذي كان فنانًا غزير الإنتاج سجل تجاربه قبل وبعد أن أصبح أسيرًا في الحصن. بعد إطلاق سراحه من فورت ماريون، درس بول زوم تيام (زونتايم، كوبا) اللاهوت من عام 1878 حتى عام 1881، عندما تم ترسيمه شماسًا في الكنيسة الأسقفية .

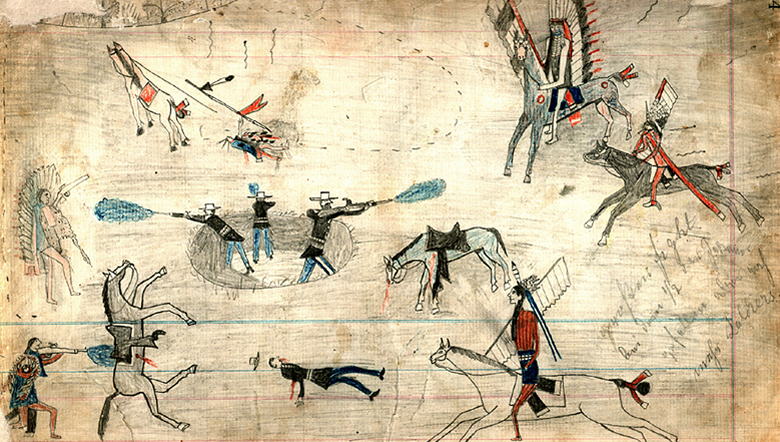
من المحتمل أن يكون رسم دفتر الأستاذ في كيوا يصور معركة بافالو والو في عام 1874، وهي معركة بين هنود السهول الجنوبية والجيش الأمريكي خلال حرب النهر الأحمر.

### كيوا ستة
سار على خطى سيلفر هورن فريق Kiowa Six ،  أو كما كانوا معروفين في الماضي، Kiowa Five . وهم سبنسر آسا ، وجيمس أوشيا ، وجاك هوكيا ، وستيفن موبوب ، ولويس سموكي كوليتي ، ومونرو تساتوكي . هؤلاء الفنانون القادمون من المنطقة المحيطة بأناداركو بولاية أوكلاهوما ، درسوا في جامعة أوكلاهوما . غادرت لويس سموكي المجموعة في عام 1927، لكن جيمس أوشياه أخذ مكانها في المجموعة. اكتسب فريق Kiowa Six شهرة دولية كفنانين رفيعي المستوى من خلال عرض أعمالهم في المؤتمر الدولي للفنون عام 1928 في تشيكوسلوفاكيا ثم شاركوا في بينالي البندقية عام 1932 

### الرسامين والنحاتين
إلى جانب Kiowa Six وSilver Horn، كان من بين رسامي Kiowa النشطين في القرنين العشرين والحادي والعشرين شارون أهتون هارجو ، وهومر بافلو، وتشارلي أولتوينت، ومايكل سي ساتوي براون، وتي سي كانون ، وويلسون داينغكاو، وجورج جيونتي، وبوبي هيل (1933-1984). ، هاردينغ بيغبو (1921–1997)، جيم تارتساه، ميراك كريبينج بير (1947–1990)، هيرمان توباه، إرني كيهبون، سي إي رويل، ديكسون بالمر، رولاند وايت هورس، بلاك بير بوسين ، وودي بيج بو (1914–1988)، باركر بويدل جونيور . (1947–2007)، دينيس بليندو (1938–2009)، كليفورد دويتو (1942–2010)، آل موماداي، جورج كيهبون، جو لوسيرو (هوباي)، لادونا تساتوكي سيلفرهورن، آر جي جيونتي، هوزو باديلتي، كيري أتومبي، ديفيد إي . ويليامز . ميكا ويسلي. توماس بولاو، تينيسون ريد، شيرمان تشادلسون (1947–2013)، كروز مكدانيلز الثاني (1950-2020)، روبرت ريدبيرد (مواليد 1939)، جوس هوزيبتاو، جيرالد داربي، لي تساتوكي جونيور، ن. سكوت موماداي ، وبارثيل. الرئيس الصغير.

### الفنانين الخرز
من بين فناني الخرزات المشهورين في كيوا لويس سموكي كوليتي ، دونا جين تساتوكي، أليس ليتلمان ، نيتي ستاندنج، مارلين ياكو، إدنا هوكيا باواتي، ليونا جيماسادل، باري دي بيليندو، كاثي ليتلشيف، كاثرين ديكرسون، تشارلي سيلفرهورن، بول مكدانيلز جونيور، يوجينيا مكدانيلز. ، كيوا جيه تاريول ، جريس تسونتيكوي، ريتشارد أيتسون ، جودي بيفر، فانيسا باوكيجوب جينينغز ، لياتريس جيماسادل، تيري جريفز ، وتاهني أهتون .

### المؤلفون
مؤلف كيوا ن. سكوت موماداي فاز بجائزة بوليتسر لعام 1969 عن روايته House Made of Dawn . ريتشارد أيتسون (كيوا/ كيوا أباتشي ) كان شاعرًا منشورًا. من بين مؤلفي كيوا الآخرين الكاتب المسرحي هاناي جيوجاما ، والشاعر والمخرج جوس بالمر جونيور ، وأليس سادونجى، وماريان كوليتي هانسون، وتوكاكوت، وتريستان أهتون.

### الموسيقيين والملحنين
غالبًا ما تُعرف موسيقى كيوا بتراتيلها التي كانت تاريخيًا مصحوبة بالرقص أو العزف على الفلوت. من بين مؤلفي الموسيقى المعاصرة المشهورين في كيوا جيمس أنكوي، المشهور بمساهماته في الثقافة الأمريكية الأصلية. من بين موسيقيي كيوا المعاصرين كورنيل بيواردي، وتوم ماوتشاهتي وير ، وتيري تسوتيغ.

### المصورين
من بين مصوري كيوا الأوائل باركر ماكنزي وزوجته نيتي أودليتي، اللتان صورهما من عام 1913 موجودة في مجموعة مركز أوكلاهوما للتاريخ . كان مصور كيوا هوراس بولاو (1906-1984) واحدًا من أكثر المصورين الأمريكيين الأصليين إنتاجًا في جيله. قام بتوثيق شعب كيوا الذي يعيش بالقرب من مجتمعه في ماونتن فيو، أوكلاهوما ، بداية من عشرينيات القرن الماضي. ويواصل إرثه اليوم حفيده، توماس بولاو، وهو مصور فوتوغرافي بارز وفنان رقمي في كيوا.

### معرض الصور

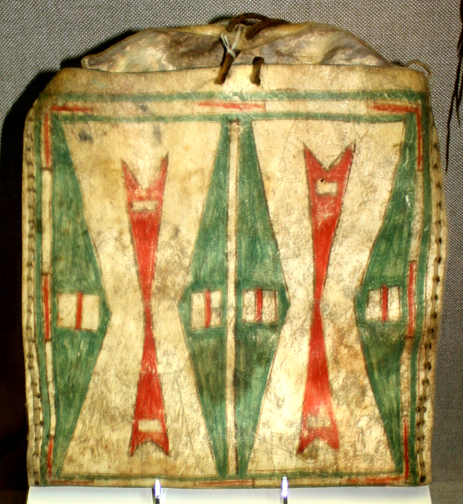
Kiowa parfleche, ca. 1890, Oklahoma History Center
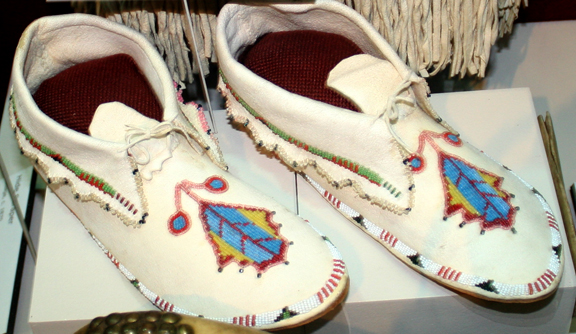
Kiowa beaded مقسينs, ca. 1920, OHS
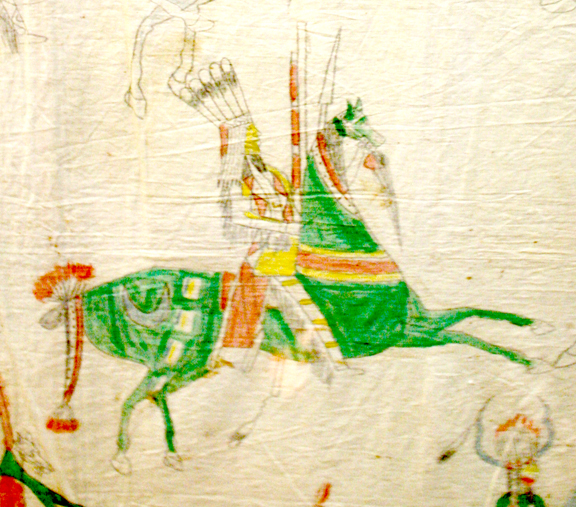
Detail of painting by Silver Horn (Kiowa), ca. 1880
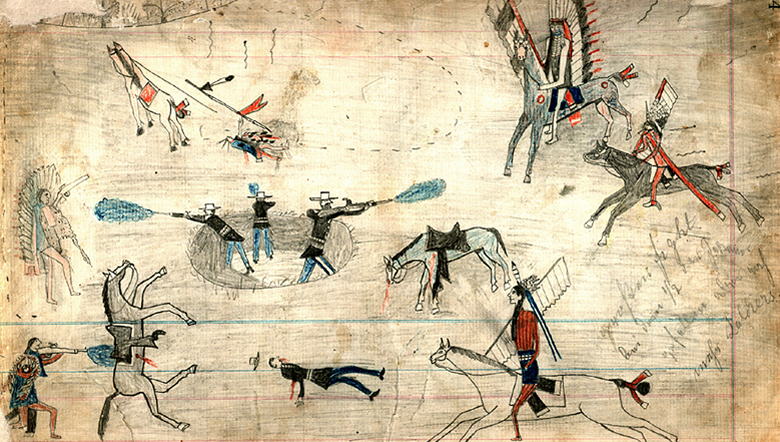
Kiowa ledger art, ca. 1874

## كلية
استأجرت القبيلة في فبراير 2020 كلية باكون في موسكوجي، أوكلاهوما لتكون كليتها القبلية. في شهر مارس، بدأ مؤرخ قبيلة كيوا، فيل "جو فيش" دوبوينت، بتقديم دورة دراسية مدتها 8 أسابيع في لغة كيوا عبر الإنترنت من خلال الكلية.

## كيواس بارزة

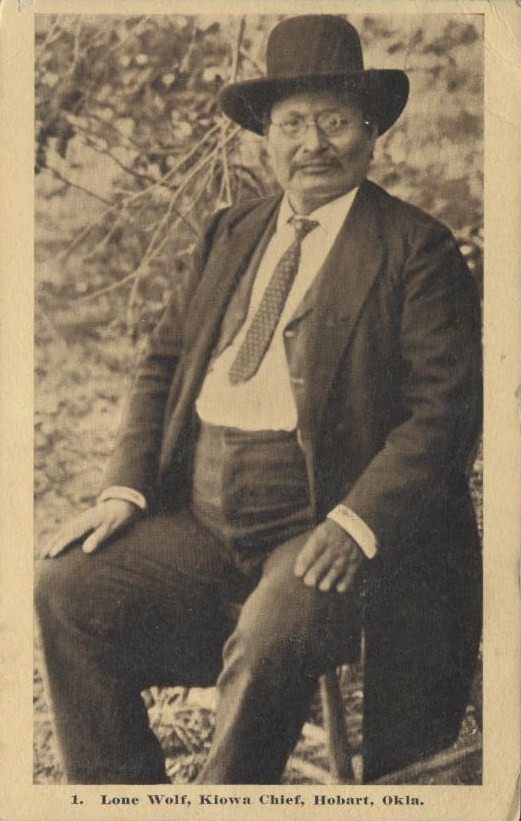
لون وولف, رئيس كيوا, كاليفورنيا. 1907

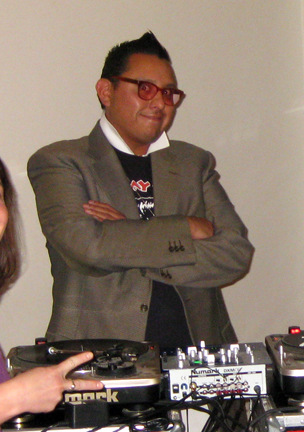
ميكا ويسلي، 2008، سجل فنان كيوا ودي جي

- Ado-ete (الشجرة الكبيرة) (حوالي 1850–1929)، قائد الحرب
- أحبيهتون (1856–1931)، رئيس
- ريتشارد أيتسون (مواليد 1953)، فنان خرز وشاعر
- سبنسر آساه ، رسام، أحد أعضاء فرقة كيوا الستة
- جيمس أوشيا ، رسام، أحد أفراد مجموعة كيوا الستة
- القوس الكبير (زيبكو-إيت) (1833 - 1900)، قائد حرب
- الدب الأسود بوسين (1921–1980)، رسام ونحات
- تي سي كانون ، رسام وصانع مطبوعات
- مطربو كوزاد ومجموعة الطبول والفائزين بـ NAMMY
- جيسي إد ديفيس (1944–1988)، عازف الجيتار في كيوا-كومانتش
- دوهاسان (حوالي 1785–1866)، رئيس فرقة كاتا والرئيس الرئيسي لكيواس، فنان، حارس التقويم
- تيري جريفز (مواليد 1970)، فنانة خرز
- شارون أهتون هارجو (مواليد 1945)، رسام، فنان دفتر الأستاذ
- جاك هوكيه ، رسام، أحد أفراد فرقة كيوا الستة
- بيفرلي هورس (1931–2010)، مديرة وناشطة في مجال حقوق المرأة والسكان الأصليين
- فانيسا بوكيجوب جينينغز (و. 1952)، فنانة خرز، وصانعة ملابس وشعارات.
- كيكنج بيرد (تيني أنجوبتي) (1835–1875)، قائد الحرب
- غيباجو (لون وولف [الأكبر]) (حوالي 1820–1879) الرئيس الرئيسي
- توم موشاهتي وير ، موسيقي وراقص
- باركر ماكنزي (1897–1999)، تقليدي ولغوي
- أرفو ميكانين ، محامي
- ن. سكوت موماداي ، الحائز على جائزة بوليتزر، مؤلف، رسام، وناشط
- ستيفن موبوب ، رسام، واحد من ستة كيوا
- هوراس بولاو (1906–1984)، مصور فوتوغرافي
- باسكال بولاو (1922–1967)، بطل حرب أمريكي أصلي
- Red Warbonnet (ت 1849)، تقليدي
- ساتانتا (سيتاينتي) ( ق. 1815 – 1878)، قائد الحرب
- القرن الفضي (1860–1940)، فنان وحافظ للتقويم
- الدب الجالس (سيت تانك، ست أنجيا، المسمى ساتانك) (حوالي 1800–1871)، محارب ورجل طب
- لويس سموكي ، فنان خرز ورسام، أحد أعضاء فرقة كيوا الستة
- كيندال طومسون ، لاعب كرة قدم محترف
- مامانتي (مامانت) (حوالي 1835–1875)، رجل الطب
- ماماي-داي-تي (لون وولف [الأصغر]) (حوالي 1843–1923) زعيم
- مونرو تساتوكي ، رسام، أحد أعضاء فرقة كيوا الستة
- الحصان الأبيض (تسين-تينت) (ت. ١٨٩٢)، رئيس
- كريس ووندولوفسكي ، لاعب كرة قدم أمريكي محترف
- تحني أهتونهارجو-جروينجثندر ، (مواليد 1978) أمينة فنية وفنانة وراقصة
- ليندي ووترز الثالث ، (مواليد 1997)، لاعبة محترفة في الدوري الاميركي للمحترفين
- ميراك كريبينجبير (1947–1990) رسام
- شيرمان تشادلسون (1947–2013) رسام جدارية ونحات ورسام

## أنظر أيضا
- رقصة القرع
- كويتسينكو ، مجتمع كيوا المحارب
- المرعى الكبير ، 1901 محمية رعي كيوا وكومانتش وأباتشي

## ملحوظات
1. ↑  "Kiowa". Merriam-Webster Dictionary.
2. ↑  "Kiowa". Dictionary.com Unabridged. راندوم هاوس.
3. ↑  Pritzker 326
4. ↑  Kracht، Benjamin R. "Kiowa". The Encyclopedia of Oklahoma History and Culture. مؤرشف من الأصل في 2024-01-17.
5. ↑  Bureau of Indian Affairs, Interior. (28 يناير 2022). "Indian Entities Recognized by and Eligible To Receive Services From the United States Bureau of Indian Affairs". Federal Register. National Archives. مؤرشف من الأصل في 2024-01-01. اطلع عليه بتاريخ 2022-04-18.
6. 1 2 3  2011 Oklahoma Indian Nations Pocket Pictorial Directory. Archived April 24, 2012, at the واي باك مشين Oklahoma Indian Affairs Commission. 2011: 20. Retrieved 4 Jan 2012.
7. ↑  "UNESCO Atlas of the World's Languages in danger". مؤرشف من الأصل في 2023-04-13.
8. ↑  "Kiowa Tanoan".
9. ↑  Mooney, James.
10. ↑  Watkins, Laurel.
11. ↑  Catlin, George.
12. ↑  Mithun، Marianne (2001). The Languages of Native North America (ط. First paperback). Cambridge, United Kingdom: Cambridge University Press. ص. 441. ISBN:0-521-23228-7.
13. ↑  McKenzie, Parker P. and John P. Harrington.
14. ↑  A Guide to the Kiowa Collections at the Smithsonian Institution by Merrill, Hansson, Greene and Reuss, Smithsonian Institution Press, Washington D.C., 1997.
15. ↑  Davis, Jeffrey.
16. ↑  "Government: Chairman". Kiowa Tribe. مؤرشف من الأصل في 2023-04-13. اطلع عليه بتاريخ 2020-01-18.
17. ↑  "Kiowa Red River Casino." 500 Nations. نسخة محفوظة 2023-10-29 على موقع واي باك مشين.
18. ↑  "Kiowa Bingo." نسخة محفوظة October 18, 2011, على موقع واي باك مشين. 500 Nations.
19. ↑  "About Kiowa Casino". Kiowa Casino & Hotel. Kiowa Tribe. مؤرشف من الأصل في 2023-06-04. اطلع عليه بتاريخ 2020-12-29.
20. 1 2  Kracht، Benjamin R. "Kiowa". The Encyclopedia of Oklahoma History and Culture. مؤرشف من الأصل في 2024-01-17.Kracht, Benjamin R. "Kiowa".
21. ↑  Vestal, Paul A. and Richard Evans Schultes, 1939, The Economic Botany of the Kiowa Indians, Cambridge MA.
22. ↑  Rollings (2004), pp. 22-28.
23. ↑  Wishart, David J. Encyclopedia of the Great Plains Indians.
24. 1 2  Dick Swift, "Introduction to the Study of North American Indians", A History and Culture of the Southern Plains Tribes, Carnegie Public Schools, 1972
25. ↑  The Kiowa, by U.S. Department of the Interior, Southern Plains Indian Museum, 1994
26. ↑  William C. Meadows: Kiowa Ethnogeography, University of Texas Press 2008, (ردمك 978-0-292-71878-4), Kiowa Homeland, pages 122 – 123
27. ↑  "Kiowa Ethnohistory and Historical Ethnography" (PDF). مؤرشف من الأصل (PDF) في 2013-03-30.
28. ↑  "Kiowas". Encyclopedia of the Great Plains / KIOWAS. Encyclopedia of the Great Plains. مؤرشف من الأصل في 2024-01-19. اطلع عليه بتاريخ 2013-06-23.
29. ↑  Boyd, 71
30. ↑  "The Kiowa Tribe of Oklahoma". Spottedbird Publishing, LLC. مؤرشف من الأصل في 2023-04-18. اطلع عليه بتاريخ 2017-08-01.
31. ↑  Attocknie، Dana (11 نوفمبر 2010). "Kiowa Black Leggings Warrior Society". Oklahoma Native Times Magazine. مؤرشف من الأصل في 2023-04-13. اطلع عليه بتاريخ 2017-08-01.
32. ↑  Boyd, 73
33. ↑  Mayhall، Mildred P. "Kiowa Indians". The Handbook of Texas Online. مؤرشف من الأصل في 2024-01-19. اطلع عليه بتاريخ 2008-01-17.
34. ↑  Greene, Candace S. One Hundred Summers: A Kiowa Calendar Record.
35. ↑  Opler, Morris E., and William E. Bittle.
36. ↑  "Kiowa - Religion and Expressive Culture".
37. ↑  Fowler, Jess.
38. ↑  "TSHA | Warren Wagontrain Raid". www.tshaonline.org. مؤرشف من الأصل في 2023-04-25.
39. 1 2  Tanner، Beccy (5 فبراير 2013). "Betty Nixon dies; helped found Mid-America All-Indian Center". Wichita Eagle. مؤرشف من الأصل في 2013-02-14. اطلع عليه بتاريخ 2013-02-09.
40. 1 2 3  "TSHA | Warren Wagontrain Raid". www.tshaonline.org. مؤرشف من الأصل في 2023-04-25."TSHA | Warren Wagontrain Raid".
41. ↑  "Which Indian Really Modeled?" by Robert R. Van Ryzin, Numismatic News, 1990.
42. ↑  "The Kiowa Indians". مؤرشف من الأصل في 2023-04-13. اطلع عليه بتاريخ 2013-06-23.
43. ↑  Boyd, Maurice (1981): Kiowa Voices.
44. ↑  Mooney, James (1898): Calendar History of the Kiowa Indians.
45. ↑  Kiowa History by Evans R. Satepauhoodle, TU, 2004
46. ↑  Smith, Ralph A. "The Comanches' Foreign War." Great Plains Journal.
47. ↑  The Kiowa, U.S. Department of the Interior, Indian Arts and Crafts Board, Southern Plains Indian Museum and Crafts Center
48. 1 2  Swift, Dick.
49. 1 2  The Kiowa by U.S. Department of the Interior, Southern Plains Indian Museum, 1994.
50. ↑  "Frontier Forts > The Passing of the Indian Era". www.texasbeyondhistory.net. مؤرشف من الأصل في 2023-12-09.
51. 1 2  B.R. Kracht by Oklahoma Historical Society
52. ↑  "Constitution and Bylaws of the Kiowa Indian Tribe of Oklahoma,, March 1970". OSU Archives. Oklahoma State University. مؤرشف من الأصل في 2023-04-13. اطلع عليه بتاريخ 2020-07-12.
53. ↑  "Kiowa Indian Tribe of Oklahoma—Tribal Constitution". National Indian Law Library. Native American Rights Fund. مؤرشف من الأصل في 2023-04-17. اطلع عليه بتاريخ 2020-07-12.
54. ↑  Walter Echo-Hawk, NARF Annual Report, 1998
55. ↑  "Kiowa Tribe of Oklahoma v. Manufacturing Technologies, Inc". Oyez. مؤرشف من الأصل في 2023-08-18.
56. ↑  "Southern Plains Indian war". مؤرشف من الأصل في 2006-08-30.
57. ↑  Viola 16
58. ↑  "About the Kiowa Six". Jacobson House. مؤرشف من الأصل في 2023-04-13. اطلع عليه بتاريخ 2017-01-08.
59. ↑  Jacobson House Native Art Center: About the Kiowa Six نسخة محفوظة 2020-07-21 على موقع واي باك مشين. Jacobson House Native Art Center.
60. ↑  Dunn 240
61. ↑  Ahtoneharjo-Growingthunder، Tahnee (Fall 2017). "Seven Directions". First American Art Magazine ع. 16: 16–17. مؤرشف من الأصل في 2023-04-13. اطلع عليه بتاريخ 2019-02-17.
62. ↑  The Kiowa by U.S. Department of Interior, Southern Plains Indian Museum, 1994.
63. ↑  Smith, Laura.
64. ↑  "Urban 5 Show at USD" نسخة محفوظة November 23, 2010, على موقع واي باك مشين..
65. ↑  "Kiowa Tribe becomes fifth to charter Bacone College". Bacone College, February 20, 2020. 20 فبراير 2020. مؤرشف من الأصل في 2024-01-10. اطلع عليه بتاريخ 2020-05-03.
66. ↑  "Renowned Kiowa Tribal member to teach language course at Bacone College". Bacone College, March 3, 2020. 3 مارس 2020. مؤرشف من الأصل في 2023-04-18. اطلع عليه بتاريخ 2020-05-04.
67. ↑  Native American Rights Fund.
68. ↑  "Native American Week Planned at UNM-Gallup" نسخة محفوظة July 3, 2012, على موقع واي باك مشين..

## روابط خارجية
- قبيلة كيوا ، الموقع الرسمي
- كيوا ، جمعية أوكلاهوما التاريخية
- رسومات كيوا ، المتحف الوطني للتاريخ الطبيعي
- خريطة حكومة الولايات المتحدة لعام 1901 ، مجموعة خرائط أوكلاهوما الرقمية
- 2019 خريطة المنطقة ، خريطة الشارع المفتوحة
- أوراق جين ريتشاردسون هانكس كيوا نسخة محفوظة 2015-10-22 على موقع واي باك مشين. </link> مكتبة نيوبيري
- أراضي كيوا كومانتش أباتشي الهندية

قالب:Native American Tribes in Oklahomaقالب:Indigenous People of Colorado